# Cassida sanguinolenta
Cassida sanguinolenta es un coleóptero de la familia Chrysomelidae.
Fue descrita científicamente en 1776 por O.F. Müller.